# Liste des distributions GNU/Linux
Pour un article plus général, voir Distribution Linux.
Cet article recense par ordre alphabétique un certain nombre de distributions Linux.

## Distributions historiques
Certaines distributions sortent plus particulièrement du lot par leur ancienneté, leur rôle historique ou leur succès. Grâce aux licences en code source ouvert, les éléments (notamment les systèmes de paquetages) développés pour certaines distributions sont repris dans d'autres.
DebianDistribution non commerciale régie par le contrat social Debian. Elle se distingue par le très grand nombre d'architectures soutenues et, de ce fait, par son cycle de développement relativement long, entraînant la stabilité des versions.
Red Hat Enterprise LinuxDistribution commerciale qui a créé le gestionnaire de paquets RPM utilisé également par d'autres distributions (Mandrake fut la première à la reprendre intégralement).
SlackwareUne des plus anciennes distributions, encore en développement.
SUSE LinuxDéveloppée aujourd'hui en deux versions dont SUSE Linux Enterprise pour les besoins d'entreprise (avec de nombreuses certifications matérielles et logicielles). Basée à l'origine sur Slackware, SUSE Linux puis SUSE Linux Enterprise est la plus ancienne distribution commerciale encore existante.
Arch LinuxUne distribution en publication continue optimisée pour les machines i686 et x86-64 et utilisant le système de paquetage pacman. Depuis le 8 novembre 2017, l'architecture i686 n'est plus supportée. Mais la communauté entretient cependant encore une version 32bits (archlinux32).
GentooDistribution qui se différencie par sa gestion des paquetages à la manière des ports BSD. Ce mode de gestion des paquetages compile le code source directement sur la machine de l'utilisateur. De ce fait, Gentoo est à réserver aux utilisateurs plus avertis.

## Distributions communautaires et grand public
Les distributions suivantes sont des distributions dérivées de distributions commerciales citées ci-dessus (destinées principalement aux entreprises), intégrant une dimension communautaire et orientées vers le grand public. Face aux communautés de développeurs-utilisateurs émergent des communautés de simples utilisateurs, très actifs et prompts à s'entraider.
openSUSEVersion libre et communautaire de SUSE Linux Enterprise.
FedoraVersion communautaire de Red Hat. Elle se veut particulièrement à la pointe de la technologie d'où la prise en charge courte (13 mois) et un cycle de développement rapide.
Linux Mint
Distribution dont le but est de fournir une interface conviviale et pratique d'utilisation, dérivée d'Ubuntu et de Debian.
MageiaApparue en 2010, Mageia est une distribution communautaire gérée par une association française, Mageia.Org. Mageia est une variante de Mandriva Linux, abandonnée en 2013. Elle est appréciée des débutants car elle propose de nombreux outils permettant la configuration du système ainsi que sous un unique nom, Mageia, la plupart des environnements graphiques : KDE, GNOME, XFCE, LXDE, Enlightenment, etc. Le support des versions est de 18 mois.
UbuntuDistribution commerciale fournie par l'entreprise Canonical et dérivée de Debian. Orientée grand public à l'origine, elle existe maintenant en version entreprise. Ses versions stables sont éditées suivant un calendrier strict, suivant un cycle de 6 mois pour des versions dites « intermédiaires », et tous les deux ans pour des versions à maintenance prolongée 5 ans (versions LTS, pour Long Term Support). Disponible en live DVD que Canonical envoyait en nombre gratuitement, cette distribution devint rapidement populaire. Canonical acheta dès les débuts d'UEFI (Secure Boot) une certification qu'elle distribua, bien que cet achat puisse être vu comme dérogeant ponctuellement à l'esprit Linux,.
Manjaro LinuxDistribution basée sur Arch Linux proposant Xfce, KDE, GNOME et Cinnamon comme environnements de bureau. C'est un système d'exploitation libre pour ordinateurs personnels qui se veut simple d'utilisation. Il utilise par ailleurs un modèle de développement similaire à Arch Linux, de type publication continue.

## Autres distributions et dérivées

### Synoptique des distributions Linux

GNU/Linux Distro Timeline

Les distributions Linux sont très nombreuses, d'autant plus qu'il est facile à partir d'une distribution d'en créer une nouvelle. Certaines distributions proposent ainsi des variantes pour des usages différents : commerciale (spécial entreprise...), grand public, pour l'éducation, adaptée à un travail spécifique (pour la musique par exemple), d'environnement différent (de la simple différence finale graphique à l'interface utilisateur différente), adaptée pour des raisons éthiques et ainsi de suite.
Des variantes ou adaptations sont aussi créées indépendamment de la distribution d'origine sur laquelle elles sont basées : certaines devenant des distributions à part entière évoluant séparément, d'autres continuant à maintenir un lien plus ou moins étroit avec la distribution dont elles sont issues. L'ensemble des distributions constitue une sorte d'arbre généalogique qui a été représenté graphiquement sous forme d'une image distribuée gratuitement, sous licence libre et mise à jour régulièrement.

### Distributions et dérivées
0Linuxdistribution française non maintenue créée par un Français du pseudonyme de appzer0.
 La dernière version est sortie le 9 Septembre 2014.
ACIAH Linuxpour débutants, et DV (Déficients visuels, mal-voyants et non-voyants), basée sur Debian, avec des outils d'accessibilité spécifiques notamment lecteur d'écran et machine à lire. Elle peut fonctionner sur une clé USB sans modifier l'ordinateur-hôte.
aLinux / Peanut Linuxmini OS conçu pour ressembler à Windows Vista
Alpine Linuxmini-distribution très légère, basée sur BusyBox (à la place des outils GNU).
Androiddistribution Linux de Google qui s'attelle surtout au marché des smartphones tactiles. Elle n'est pas considérée comme une distribution GNU/Linux. Elle contient le noyau Linux, mais elle n'est pas basée sur les composants GNU.
APODIOlive CD dérivé d’Ubuntu, distribution destinée à créer et diffuser du multimédia en incluant des logiciels de création musicale et d'édition audio vidéo, mais également des serveurs de streaming.
Aptosidanciennement appelée sidux, est une distribution basée sur Sid, la version instable de Debian. Pouvant fonctionner en LiveCD, elle dispose d'outils conviviaux permettant à l'utilisateur moyen de bénéficier des dernières avancées des logiciels libres en minimisant les risques liés à l'utilisation de code instable.
ArchBangdistribution dérivée de Arch Linux qui intègre le gestionnaire de frs, ainsi que de machines virtuelles, exploitées sous UCS. UCS est également compatible avec les fonctions fournies par Microsoft Active Directory pour l'adminenêtre Openbox.
ArchBang lightversion liveCD minimale de ArchBang.
Ark Linuxcentrée sur la facilité d'utilisation et d'apprentissage.
ArtistXun live-DVD orienté multimédia et dérivé de Debian.
Asianux (en)dérivée de Red Hat destinée au public asiatique.
ASPLinuxdistribution Linux dérivée de Red Hat compatible avec la langue russe et d'autres langues cyrillique.
antiX Linuxdistribution GNU/Linux dérivée de Debian, adaptée aux ordinateurs vieillissants.
ASRI Edudistribution GNU/Linux dérivée de Puppy Linux destinée aux enfants francophones âgés de 3 à 12 ans, aux instituteurs et aux linuxiens débutants.
Augustuxdistribution développée par des linuxiens de Saragosse. Elle est dérivée de Debian et utilise le système de gestion de paquetages Debian. Le nom provient d'Augustus (hommage à l'ancien nom de Saragosse) et Tux.
Aurox Livedistribution dérivée de Aurox. Elle comporte une détection matérielle de type Knoppix.
Auroxdistribution d'origine polonaise dérivée de Fedora Core, à laquelle sont ajoutés des paquetages multimédia, de nombreux utilitaires, une abondante documentation, et une rapidité accrue.
BackTrackspécialisée dans la sécurité réseau. Cette version n'est plus supportée et a été remplacée par la distribution Kali.
blackPanther OSa été une distribution de 20 ans indépendante d'origine hongroise orientée "Desktop" (Bureau). Elle utilise néanmoins des outils d'autres distributions connues comme la configuration graphique de Mandriva GNU/Linux par exemple. Le bureau de base est KDE Plasma remanié, sur une architecture 32 bits i586 (v16.2) et 64 bits (v18.x >). Les versions sont "live", installateurs.
Baltix (en)distribution d’origine balte basée sur Ubuntu, distribution elle-même basée sur Debian. Baltix est conçue pour un usage par des néophytes. Le ministère de l’Éducation Nationale de Lituanie la recommande pour les établissements scolaires. Baltix inclut par ailleurs des pilotes pour simplifier l’utilisation dans les pays baltes, notamment pour optimiser l’utilisation avec les réseaux mobiles 3G de ces pays.
Bodhi Linuxdistribution basée sur Ubuntu, conçue pour être légère.
Artix Linux (en)distribution basée sur Arch Linux n'utilisant pas systemd.
BlackBuntuspécialisée dans la sécurité réseau.
BLAGune des distributions recommandées par le projet GNU et Richard Stallman. Développée par le Brixton Linux Action Group et conçue pour être une distribution « 100 % libre », elle repose sur Fedora, sa dernière version, BLAG 140k ou BLAG 140000, est basée sur Fedora 14.
CAELinux : une distribution spécialisée dans l'ingénierie (ex: la simulation des écoulements). Basée sur Ubuntu.
Caixa Mágica
distribution faite pour un ultra-portable appelé l'ordinateur "Magellan".
Calculate Linuxbasée sur Gentoo mais proposant des paquets binaires et une solution client-serveur prête à l'emploi. Elle inclut les utilitaires Calculate spécialement conçus pour configurer, assembler et installer le système.
Castle Linux ou ALT Linuxdistributions sécurisées d'origine russe.
CentOSdistribution gratuite dérivée de Red Hat
ChakraDistribution initialement basée sur Arch Linux, proposant le bureau KDE Plasma.
Clear Linux*Distribution développée en interne chez Intel, optimisée pour ses microprocesseurs.
CloudLinux OSdistribution destinée au secteur de l'hébergement mutualisé.
CrunchBang Linuxdistribution basée sur Debian, qui intègre le gestionnaire de fenêtre Openbox.
Cubuntudistribution basée sur Ubuntu, qui intègre les environnements de bureau Cinnamon, GNOME Shell, Unity (logiciel), le gestionnaire de fenêtre Openbox, et de nombreux addons. Elle reprend les dépôts et mises à jour d'Ubuntu.
Damn Small Linuxdistribution dérivée de Debian. Elle n'est pas prévue pour être installable, et sa taille mince de cinquante mégaoctets lui permet de s'exécuter intégralement en mémoire. Elle existe en version embedded qui la rend émulable sous Windows et Linux.
Damn Vulnerable Linuxdistribution dérivée de Damn Small Linux, et qui est volontairement vulnérable, dans un but éducatif.
Daylight Linuxdistribution dérivée de Debian 9 Stretch. C'est un Linux avec une interface graphique ultra-légère.
Deepin
DemoLinux
distribution de démonstration dérivée de Debian. Elle a l'avantage d'être bien francisée. Elle n'est plus maintenue.
Demudi Linuxdérivée de Debian, elle est conçue pour la production musicale ; elle est disponible en live CD ou en version installable. Cette distribution est un des fruits du projet Agnula, maintenu par plusieurs organismes dont l'IRCAM.
Devuan
distribution dérivée de Debian.
DidJiXdistribution live basée sur Arch Linux et centrée sur Mixxx.
Dragora GNU/Linux-libredistribution entièrement libre et indépendante.
Dreamlinuxdistribution brésilienne.
DoudouLinuxdistribution conçue spécialement pour les enfants afin de rendre l'ordinateur le plus facile et le plus agréable possible pour eux. DoudouLinux fournit des dizaines d'applications qui conviennent à des enfants de 2 à 12 ans et présente un environnement simple à utiliser comme une console de jeu.
DVKBuntudistribution basée sur Kubuntu, conçue pour permettre à toutes personnes en situation de handicap d'accéder à l'informatique.
Edubuntudistribution accompagné d'un ensemble de logiciels libres destinés à l'éducation. C'est une variante officielle de Ubuntu.
EduLinux†distribution québécoise dérivée de la distribution Mandriva-Linux destinée plus spécifiquement au monde de l'éducation, développée par l'Université de Sherbrooke.
EmmabuntüsDistribution basée sur Xubuntu 12.04 LTS, conçue pour la remise à neuf d'ordinateurs destinés à des projets humanitaires.
EOLEméta distribution dérivée d'Ubuntu. Orientée serveur, elle est destinée plus spécifiquement au monde de l'éducation et offre, entre autres services, un système de configuration simplifié. Elle présente aussi la spécificité d'être développée par l'Éducation Nationale.
elementary OSbasée sur Ubuntu.
Elivedistribution basé sur Debian avec l'environnement de bureau Enlightenment.
Epidemicdistribution brésilienne dont le logo est le logo danger biologique.
fli4ldistribution destinée principalement à générer un routeur.
Flonix USB Editiondistribution fonctionnant à partir d'une clé USB spécialement équipée. Cette distribution est abandonnée, et n'est plus disponible par téléchargement.
Foresight Linuxdistribution qui intègre le système de gestion de paquetages Conary.
Free-EOSmicro-distribution basée sur SME Server (actuellement [Quand ?], Free-EOS 1.3.3 est dérivée de SME 5.5), principalement destinée à installer une passerelle et un pare-feu et intégrant un éventail assez large d'applications Linux : Apache MySQL Php (LAMP).
Freescomicro-distribution permettant de remplacer de petits routeurs par des ordinateurs équipés de processeurs de type 386.
Freespireversion gratuite de Linspire, abandonnée.
Frugalwaredistribution Linux à vocation généraliste, conçue pour des utilisateurs de niveau intermédiaire/moyen.
Funtoodistribution dérivée de Gentoo.
GeeXboXdistribution française qui transforme l'ordinateur en centre multimedia. De petite taille (6,5 mégaoctets), elle permet l'écoute de musique, le visionnage de films et photos, et est compatible avec de nombreuses télécommandes.
Gibraltardistribution dérivée de Debian. Elle permet de lancer un pare-feu et un routeur.
gNewSensedistribution GNU/Linux soutenue par la Free Software Foundation. Anciennement dérivée d'Ubuntu, et maintenant dérivée de Debian (depuis la version 3).
Gnoppixdistribution de démonstration dérivée d'Ubuntu (elle-même dérivée de Debian). L'installation sur disque dur est possible. Gnoppix fournit le bureau GNOME.
Goblinxdérivée de Slackware, en améliore l'esthétique. Elle est néanmoins incomplète et est inutilisable en tant que système à part entière.
GoboLinuxréorganise les fichiers par ajout de liens, chaque programme est accessible dans son propre dossier.
GNU GuixGuix est une distribution avancée du système d'exploitation GNU développé par le projet GNU — qui respecte la liberté des utilisateurs et utilisatrices d'ordinateurs, prend en charge les mises à jour et les retours transactionnels, la gestion des paquets non-privilégiée, propose une approche déclarative à la gestion de la configuration pour construire des systèmes d'exploitation transparents et reproductibles, fournit des API en Guile Scheme, en particulier des langages embarqués spécifiques au domaine (EDSL) pour définir des paquets et des configurations de systèmes complets.
HandyLinuxdistribution basée sur Debian avec l'environnement de bureau Xfce destinée aux grands débutants, elle dispose d'un menu simplifié, d'applications pour les tâches ordinaires, d'une aide complète, d'outils d'accessibilité. Elle est progressivement remplacée par DFLinux à partir de 2016.
Hybryde Linuxdistribution basée sur Ubuntu pour essayer plusieurs environnements de bureau (KDE, GNOME3, UNITY2D, GNOME-PANEL, XFCE, LXDE, E17, OPENBOX) en conservant les programmes ouverts à chaque changement d'environnement de bureau.
IPCopmicro-distribution permettant de faire office de routeur et pare-feu que ce soit à la maison ou en entreprise. Elle peut être installée sur un appareil de type i386, voire supérieur si nécessaire.
Kaellaacronyme de KLA, pour Knoppix Linux Azur, dérivée de Knoppix francisée.
Kalidistribution spécialisée dans la sécurité des réseaux et des systèmes d'information.
KaOSdistribution se voulant indépendante des autres, elle fonctionne comme une rolling-release et utilise exclusivement KDE, et Qt. De plus, elle n’est disponible que pour les architectures x86-64.
Kanotixdistribution allemande dérivée de Debian qui vise le remplacement d'une station de travail.
Knoppixdistribution live CD dérivée de Debian. L'installation sur disque dur est possible.
Kororaadistribution basée sur Fedora et destinée à tous types d'utilisateur. Distribution se voulant facile d'utilisation grâce à de nombreuses pré-configurations (ajout des dépôts flash et non libres de Fedora par exemple).
Kodachidistribution basée sur debian se présentant comme sécurisée, anonyme et facile d'utilisation.
Kubuntuversion d'Ubuntu qui utilise l'interface graphique KDE.
Kylindistribution Linux développée en Chine avec l'objectif la sécurisation du gouvernement et l'armée chinoise.
Ubuntu Kylinversion redéveloppée par Ubuntu de Kylin, basée sur Ubuntu.
Linspire†distribution commercialisée qui se veut une passerelle entre le monde de Microsoft Windows et celui de GNU/Linux, en reprenant une interface d'utilisation proche de celle de Windows et en intégrant le logiciel Wine pour assurer le fonctionnement de nombreuses applications développées pour Windows. Cette distribution s'appelait initialement Lindows, en référence à Windows, mais elle a dû changer de nom après décision de justice à la suite d'attaques de Microsoft. La société éditrice a poussé la provocation jusqu'à installer son siège à Redmond, comme Microsoft. Par ailleurs, Linspire a été acquis par Xandros.
Linutop OSdistribution commerciale conçu par le fabricant d'ordinateurs miniatures Linutop. Elle s’appuie sur la version 14.04 LTS d’Ubuntu avec l’environnement graphique ‘XFCE’ plus classique et surtout plus petit (< 1 Go). Elle est fournie avec les principaux logiciels Linux : Firefox, Libre Office, et VLC Media player, ainsi que tous les pilotes Linux à jour. Elle inclut Linutop Kisok, un logiciel sécurisé d'accès à Internet et d'affichage dynamique. Le système peut être verrouillé en lecture seule, afin d’éviter l’altération par virus ou mauvaise manipulation (linutop Lock). La possibilité de revenir à la configuration d’origine diminue les coûts de maintenance.
Linux pour Playstation 2distribution abandonnée.
LinuxConsoledistribution Linux indépendante, construite avec Your Distro From Scratch. Cette distribution, facile à installer et qui fonctionne sur des ordinateurs anciens, contient tous les logiciels nécessaire pour une utilisation par des enfants et des adolescents (éducation, jeux, musique, internet).
Linux XP (en)
ancienne distribution Linux dérivée de Red Hat qui visait à ne pas dépayser les ex-utilisateurs de Windows en leur donnant une interface graphique très similaire. Les versions finalisées étaient payantes et partiellement non-libre, indisponible en français.
Linux From Scratchdistribution très particulière destinée à être compilée intégralement à la main du début à la fin, elle permet de comprendre en profondeur le fonctionnement d'une distribution GNU/Linux mais est à réserver aux utilisateurs très avancés.
Lubuntuversion d'Ubuntu qui utilise l'interface graphique LXDE.
Lunar Linux (en)distribuée à partir du code source, dans l'esprit de Source Mage.
Mageiadistribution dérivée de Mandriva Linux née le 18 septembre 2010. Elle s'inscrit dans la continuité de cette dernière. La première version stable est sortie en juin 2011. La seconde version est apparue quant à elle le 22 mai 2012. En peu de temps, Mageia est devenue une distribution extrêmement populaire, elle propose sous un unique nom la plupart des environnements graphiques : KDE, GNOME, XFCE, LXDE, Enlightenment, etc.
MEPISdistribution dérivée de Debian. Elle se décline en deux versions : SimplyMEPIS, destinée à l'usage des particuliers, et ProMEPIS qui, comme son nom l'indique, est davantage tournée vers un usage professionnel. Mépis est une distribution un peu à part puisqu'elle intègre par défaut les logiciels dits propriétaires pour GNU/Linux (Flash, Pilotes Nvidia, Java, etc.)
Maemodérivée de Debian et utilisée sur les tablettes internet de Nokia.
Mandriva Linux †distribution française, dérivée de celle de RedHat, conçue pour être facile d'installation et d'usage. Elle est très appréciée par les débutants. Elle proposait aussi un service d'assistance commercial important. Initialement, elle s'appelait Mandrake Linux. Elle est aujourd'hui devenue OpenMandriva Lx.
Monomaxosdistribution grecque fondée sur Ubuntu, orientée bureau (projet inactif).:
MuLinuxdistribution Linux légère permettant d'utiliser Linux sur de très vieux ordinateurs. (Projet inactif)
Musix GNU+Linuxdistribution en live CD basée sur Knoppix, Kanotix et Debian, orientée vers la création multimédia. Elle est reconnue par la Free Software Foundation comme étant entièrement constituée de logiciels libres.
MineOS Turnkeydistribution destinée pour la création d'un serveur Minecraft, basée sur Debian. Elle n'est plus téléchargeable depuis son site officiel, mais un post sur son forum permet de l'avoir.
MNISdistribution française dérivée de Slackware avec une interface KDE, déclinée en versions MNIS-Temps réel et MNIS-Firewall
Netrunner OSdistribution proposant le bureau KDE Plasma, avec une version basée sur Kubuntu et une version basée sur Arch Linux.
NUbuntudistribution orientée vers la sécurité informatique.
NuTyXdistribution qui suit scrupuleusement Linux From Scratch.
Parabola GNU/Linux-libredistribution libre basée sur Arch Linux recommandée par la FSF comme un des systèmes 100 % GNU.
Parrot OSDistribution GNU/Linux basée sur Debian, d'origine italienne. Elle est conçue pour être sécurisée, un peu comme la Kali Linux (voir plus bas), et est disponible en architecture x86-64 (64bits) et armv7/8 avec les bureaux KDE Plasma et MATE en plusieurs versions : version de bureau (de tous les jours), version sécurisée (plus que la version de bureau), et d'autres encore (voir la page de comparaison et des autres versions sur le site officiel en français).
Pardus
distribution GNU turque, gérant diverses architectures, comme i386, i586, i686 et x86-64. Elle possède un système efficace de gestion de paquetages qui lui est propre.
PCLinuxOSdérivée de Mandrake (devenue Mandriva Linux). Destinée à un public d'utilisateurs novices, elle offre une très grande stabilité tout en fournissant régulièrement les paquets stables les plus récents. Construite sur un modèle rolling release (distribution tournante), des versions mises à jour sont publiées plusieurs fois par an pour les nouveaux utilisateurs. Depuis 2009, des contributeurs ont créé des versions spécifiques pour les différents bureaux les plus employés : Full Monty (une version KDE maxi avec des bureaux différenciés), Xfce, Lxde, GNOME, et Openbox ainsi que des variantes dites « mini », comportant peu d'applications.
PinguyOS (en)distribution GNU/Linux basée sur Ubuntu, créée par Antoni Norman, le leader du projet. Elle est conçue pour les personnes migrant d'un environnement Windows/Mac vers Linux.
Porteusdistribution GNU/Linux basée sur Slax et Slackware qui a pour but d'être légère, stable et performante. Elle s'appuie sur le noyau Zen.
Protechdistribution live CD GNU, ayant comme objectif la sécurité et le développement.
Puppy Linuxdistribution de moins de 100 Mo dérivée de Slackware, activement développée depuis son origine. Elle intègre des spécificités innovantes telles que la sauvegarde de session sur Live CD réinscriptible et est particulièrement légère, ce qui la rend très adaptée aux ordinateurs d'anciennes générations. La version francisée se nomme Toutou Linux.
Raspbiandistribution GNU/Linux basée sur Debian, et optimisée pour fonctionner sur un Raspberry Pi, un nano-ordinateur monocarte à processeur ARM.
Red Flagdistribution chinoise se déclinant en une version serveur et une version client.
ROSAdistribution russe dérivée de Mandriva Linux.
Rxart Desktop OSenvironnement graphique intuitif qui offre une compatibilité avec certains logiciels fonctionnant sous Windows.
Sabayon Linuxdistribution basée sur Gentoo.
Slaxdérivée de Slackware. La Kill Bill edition cible plus précisément une utilisation en station de travail. Elle permet de sauvegarder la configuration sur une clé USB ou bien dans un espace privé sur le site Internet de SLAX (apportant une mobilité supplémentaire).
SliTaz GNU/Linuxdistribution ultra-légère (moins de 35 Mo) qui possède une interface graphique. Slitaz est conçue pour ne fonctionner qu'avec la mémoire vive.
SME Serveranciennement E-Smith, micro-distribution dérivée de RedHat, principalement destinée à installer une passerelle et un pare-feu.
Solusanciennement Evolve OS. Distribution from-scratch sur un modèle de rolling release depuis la 1.2.1 et ne supportant que le x86-64.
Source Magedistribution compilable (Gentoo-like).
SparkyLinuxdistribution en rolling release, basée sur la version "testing" de Debian.
StartOSdistribution Linux développée en Chine.
Stalidistribution suivant la philosophie « Suckless ». Elle se caractérise par son utilisation de bibliothèques statiques, des bibliothèques du C standard musl et son système d’initialisation Suckless init, appelé encore sinit.
SteamOSdistribution par Valve orienté jeux, SteamOS est basée sur Debian.
Studioboxdistribution orientée multimédia basée sur Debian, destinée aux enseignants souhaitant construire des projets multimédias (son, vidéo, radio).
SUSEdistribution allemande, utilisée en Europe. C'est celle qui est utilisée souvent pour installer GNU/Linux sur les mainframes IBM. Elle a été achetée en 2004 par la société américaine Novell.
Tailsdistribution fondée sur Debian qui a pour but de préserver vie privée et anonymat.
Tangludistribution allemande basée sur Debian. Orientée bureau.
Tango Studio (abandonnée)distribution basée sur Ubuntu mais complètement optimisée pour la création musicale. Elle intègre un grand nombre d'applications poussées et professionnelles (Ardour avec 200 greffons, Jack, Rosegarden, Hydrogen, Mixxx et des dizaines d'autres), ainsi qu'un moteur audio à très faible latence.
Tiny Core Linuxdistribution minimaliste.
TopologiLinux (en)distribution virtualisée dérivée de Slackware.
Trisquelbasée sur Ubuntu, mais épurée des paquets non libres.
Trustixdistribution destinée aux serveurs et centrée sur la sécurité et la stabilité.
TurboLinuxdistribution japonaise se déclinant en une version serveur, une version client et une version cluster.
Ubix Linuxdistribution conçue pour faciliter l'acquisition, la transformation, l'analyse et la présentation des données.
Ulteodistribution française basée sur Kubuntu, elle se veut facile d'utilisation.
Useitdistribution française éditée par la société Prologue.
Univention Corporate Server (UCS)distribution commerciale dérivée de Debian avec un système de gestion intégré pour l'administration multiplateformes de serveurs, de services, de clients, de bureaux et d'utilisateurs, ainsi que de machines virtuelles, exploitées sous UCS. UCS est également compatible avec les fonctions fournies par Microsoft Active Directory pour l'administration d'ordinateurs fonctionnant sous Microsoft Windows via l'intégration du logiciel open source Samba 4.: Ubix Linux: distribution conçue pour faciliter l'acquisition, la transformation, l'analyse et la présentation des données.
Ututobasée sur Gentoo. Elle est reconnue comme entièrement libre par les standards de la Free Software Foundation.
VidaLinux (en)dérivée de Gentoo Linux, a pour but d'être optimisée par sa performance et sa facilité d'utilisation, elle intègre les bureaux GNOME ou KDE.
Void Linuxdistribution qui a été conçue à partir de zéro (elle n'est dérivée d'aucune autre distribution). C'est une Rolling release, comme Archlinux par exemple, qui utilise Runit (en), contrairement à la majorité des autres distributions GNU/Linux qui utilisent Systemd.
VoyagerLiveune distribution, "live" installable, basée sur Ubuntu/Xubuntu offrant un bureau au design soigné.
WinLinuxdistribution qui s´installe sur Microsoft Windows.
Xangedistribution dérivée de Fedora et qui offre l'esthétique de Windows Vista.
Xandros†Desktop OS est un environnement graphique intuitif qui offre une compatibilité avec certains logiciels fonctionnant sous Windows. Cette distribution fut conçue pour les ultra-portables.
Xubuntuversion dérivée d'Ubuntu, basée sur l'interface graphique XFCE.
Yellow Dogdistribution destinée aux appareils basés sur des processeurs PowerPC (Macintosh et console Sony PS3).
Ylmf OSdistribution chinoise basée sur Ubuntu, appelée aussi StartOS.
YunoHostdistribution pour serveur conçue pour faciliter l'auto-hébergement. Elle est basée sur Debian.
Zentyal(antérieurement eBox Platform) est un serveur de réseau unifié open source (ou une plate-forme réseau unifiée) destinée aux petites et moyennes entreprises (PME).
Zenwalkdérivée de Slackware, optimisée par sa performance et sa taille. Elle propose un choix restreint de logiciels sélectionnés dans des versions très à jour (une application pour une tâche).
Zeroshellest spécialisée dans la fourniture de services réseaux sécurisés pour un réseau local.
Zorin OSdistribution basée sur Ubuntu, avec une interface graphique ergonomique et facilement configurable.

## Classement distributions

### Classement SimilarWeb
Classement des distributions Linux et des systèmes BSD les plus populaires se basant sur les données statistiques du site SimilarWeb. Seules les distributions ayant plus de 100 000 visites sont notées ci-dessous.
|    | Distribution | Juin 2020     |    | Distribution    | Janvier 2022  |  | Distribution    | Mai 2023      |
| -- | ------------ | ------------- | -- | --------------- | ------------- |  | --------------- | ------------- |
| 1  | Ubuntu       | 7,54 millions | 1  | Raspberry Pi OS | 8,00 millions |  | Raspberry Pi OS | 4.0 millions  |
| 2  | RedHat       | 5,50 millions | 2  | RedHat          | 7,80 millions |  | RedHat          | 6.7 millions  |
| 3  | Linux Mint   | 3,61 millions | 3  | Ubuntu          | 7,00 millions |  | Ubuntu          | 6.4 millions  |
| 4  | ArchLinux    | 3.18 millions | 4  | ArchLinux       | 4,20 millions |  | ArchLinux       | 3.0 millions  |
| 5  | Debian       | 2,68 millions | 5  | Linux Mint      | 4,00 millions |  | Linux Mint      | 2.4 millions  |
| 6  | Kali Linux   | 2,26 millions | 6  | Kali Linux      | 2,70 millions |  | Kali Linux      | 3.0 millions  |
| 7  | Fedora       | 1,90 million  | 7  | Debian          | 2,60 millions |  | Debian          | 2,60 millions |
| 8  | Manjaro      | 1,87 million  | 8  | Manjaro         | 2,00 millions |  | Manjaro         | 1,00 million  |
| 9  | CentOS       | 1,69 million  | 9  | Fedora          | 1,60 million  |  | Fedora          | 1,30 million  |
| 10 | Deepin       | 1,44 million  | 10 | KDE Neon        | 1,50 million  |  | ZorinOs         | 824 300       |
| 11 | Suse         | 944 200       | 11 | ZorinOs         | 1,40 million  |  | PopOS!          | 538 900       |
| 12 | OpenSuse     | 775 060       | 12 | PopOS!          | 952 400       |  | Suse            | 693 500       |
| 13 | Gentoo       | 579 690       | 13 | Suse            | 944 200       |  | Gentoo          | 442 900       |
| 14 | RancherOs    | 541 690       | 14 | Gentoo          | 904 200       |  | OpenSuse        | 657 800       |
| 15 | FreeBSD      | 525 580       | 15 | OpenSuse        | 893 700       |  | Deepin          | 519 300       |
| 16 | PopOS!       | 482 570       | 16 | Deepin          | 749 800       |  | EndeavourOS     | 416 300       |
| 17 | Tails        | 452 590       | 17 | EndeavourOS     | 726 100       |  | FreeBSD         | 463 700       |
| 18 | ZorinOs      | 380 580       | 18 | FreeBSD         | 675 800       |  | LibreELEC       | 207 900       |
| 19 | MXLinux      | 374 990       | 19 | LibreELEC       | 613 000       |  | MXLinux         | 247 500       |
| 20 | LibreELEC    | 370 050       | 20 | MXLinux         | 556 800       |  | Tails           | 479 100       |
| 21 | Ubuntu-mate  | 320 590       | 21 | Tails           | 525 200       |  | ElementaryOS    | 178 000       |
| 22 | Linux Lite   | 308 500       | 22 | ElementaryOS    | 484 200       |  | Android-X86     | 342 800       |
| 23 | ElementaryOS | 295 560       | 23 | Android-X86     | 479 800       |  | Parrot          | 259 900       |
| 24 | EndeavourOS  | 291 310       | 24 | Parrot          | 428 900       |  | Ubuntu-mate     | 258 900       |
| 25 | ClonezIlla   | 243 050       | 25 | Ubuntu-mate     | 399 200       |  | RancherOs       | 257 100       |
| 26 | Kubuntu      | 207 980       | 26 | RancherOs       | 395 600       |  | ClonezIlla      | 247 800       |
| 27 | Lubuntu      | 215 870       | 27 | ClonezIlla      | 363 400       |  | ReactOs         | 130 900       |
| 28 | Alpin Linux  | 204 840       | 28 | ReactOs         | 307 900       |  | OpenBSD         | 135 400       |
| 29 | Ubuntu Kylin | 194 240       | 29 | OpenBSD         | 292 800       |  | Kubuntu         | 198 700       |
| 30 | Xubuntu      | 192 020       | 30 | Kubuntu         | 274 700       |  | Lubuntu         | 239 900       |
| 31 | SolusOS      | 170 680       | 31 | OpenBSD         | 292 800       |  | Xubuntu         | 141 100       |
| 32 | Puppy Linux  | 146 460       | 32 | Lubuntu         | 285 900       |  | Puppy Linux     | 162 800       |
| 33 | Parrot       | 144 260       | 33 | NixOS           | 254 800       |  | Alpin Linux     | 301 900       |
| 34 | OpenBSD      | 141 790       | 34 | Lubuntu         | 285 900       |  | Linux Lite      | 280 400       |
| 35 | PeppermintOs | 136 430       | 35 | Alpin Linux     | 275 000       |  | NixOS           | 256 800       |
| 36 | Lakka        | 134 760       | 36 | Linux Lite      | 256 100       |  | Garuda Linux    | 579 200       |
| 37 | Android-X86  | 125 340       | 37 | SolusOS         | 221 300       |  | CentOS Stream   | 758 100       |
| 38 | ReactOs      | 122 900       | 38 | Xubuntu         | 214 700       |  | Rocky Linux     | 240 500       |
| 39 | Mageia       | 103 480       | 39 | Puppy Linux     | 186 800       |  | VanillaOs       | 195 700       |
|    |              |               | 40 | PeppermintOs    | 176 900       |  |                 |               |
|    |              |               | 41 | Ubuntu Kylin    | 173 900       |  |                 |               |
|    |              |               | 42 | Void Linux      | 128 300       |  |                 |               |
|    |              |               | 43 | Lakka           | 104 100       |  |                 |               |

### Classement Alexa (anciennement)
(le site alexa.com ne référence plus les données statistique web) Classement des distributions Linux les plus populaires se basant sur les données statistiques du site Alexa (en date du 6 avril 2020). Seules les distributions faisant partie des 100 000 premiers sites sont notées ci-dessous.
| 1  | Ubuntu        | 1 905e  | 1  | Ubuntu        | 2 754e  | 1  | Ubuntu        | 2 551e  | 1  | Ubuntu        | 3207e   |
| 2  | Linux Mint    | 3 450e  | 2  | RedHat        | 4 600e  | 2  | RedHat        | 4 273e  | 2  | RedHat        | 3341e   |
| 3  | RedHat        | 3 543e  | 3  | Debian        | 7 893e  | 3  | Debian        | 8 711e  | 3  | Debian        | 10 432e |
| 4  | Debian        | 5 620e  | 4  | CentOS        | 9 146e  | 4  | CentOS        | 9 366e  | 4  | CentOS        | 10 547e |
| 5  | Archlinux     | 7 143e  | 5  | Linux Mint    | 9766e   | 5  | KALI Linux    | 9 725e  | 5  | KALI Linux    | 11 494e |
| 6  | CentOs        | 7 274e  | 6  | KALI Linux    | 11 714e | 6  | Linux Mint    | 10 692e | 6  | Archlinux     | 13 484e |
| 7  | KALI Linux    | 8 752e  | 7  | Archlinux     | 12 712e | 7  | Archlinux     | 11 515e | 7  | Linux Mint    | 13 719e |
| 8  | Deepin        | 14 592e | 8  | Manjaro Linux | 24 273e | 8  | Manjaro Linux | 21 195e | 8  | KDE neon      | 32 825e |
| 9  | Manjaro Linux | 18 024e | 9  | Deepin        | 25 990e | 9  | Ubuntu Kylin  | 24 147e | 9  | Manjaro Linux | 38 977e |
| 10 | Opensuse      | 18 998e | 10 | KDE neon      | 32 687e | 10 | KDE neon      | 28 472e | 10 | Ubuntu Kylin  | 40 434e |
| 11 | KDE neon      | 20 774e | 11 | Ubuntu Kylin  | 38 334e | 11 | Deepin        | 28 600e | 11 | Gentoo Linux  | 43 757e |
| 12 | Ubuntu-mate   | 35 883e | 12 | Opensuse      | 41 846e | 12 | Opensuse      | 34 647e | 12 | Opensuse      | 48 605e |
| 13 | Gentoo Linux  | 38 200e | 13 | Gentoo Linux  | 55 849e | 13 | Gentoo Linux  | 45 140e | 13 | Deepin        | 51 723e |
| 14 | Fedora        | 42 690e | 14 | Tails         | 58 800e | 14 | Rancher OS    | 56 794e | 14 | Pop!_OS       | 61 244e |
| 15 | LibreELEC     | 43 579e | 15 | Android-x86   | 65 024e | 15 | Tails         | 63 978e | 15 | Tails         | 69 340e |
| 16 | Android-x86   | 46 580e | 16 | Clonezilla    | 68 182e | 16 | Android-x86   | 66 804e | 16 | Android-x86   | 71 130e |
| 17 | Tails         | 48 305e | 17 | Rancher OS    | 69 319e | 17 | Clonezilla    | 76 744e | 17 | Rancher OS    | 76 292e |
| 18 | Ubuntu Kylin  | 50 222e | 18 | LibreELEC     | 82 021e | 18 | Elementary OS | 76 769e | 18 | LibreELEC     | 87 024e |
| 19 | Elementary OS | 55 326e | 19 | Elementary OS | 90 257e | 19 | Zorin OS      | 77 679e | 19 | Ubuntu MATE   | 99 248e |
| 20 | Ranch OS      | 59 294e | 20 | Fedora        | 93 454e | 20 | LibreELEC     | 78 064e |    |               |         |
| 21 | Clonezilla    | 59 662e | 21 | MX Linux      | 97 156e | 21 | Fedora        | 86 492e |    |               |         |
| 22 | Parrot        | 76 315e |    |               |         | 22 | Alpin Linux   | 86 737e |    |               |         |
| 23 | Alpin Linux   | 81 908e |    |               |         | 23 | MX Linux      | 89 800e |    |               |         |
| 24 | Zorin Os      | 84 849e |    |               |         | 24 | Parrot Linux  | 95 952e |    |               |         |
| 25 | Linux lite    | 91 030e |    |               |         | 25 | Pop!_OS       | 99 646e |    |               |         |
| 26 | MX Linux      | 91 427e |    |               |         |    |               |         |    |               |         |
| 27 | Xubuntu       | 91 632e |    |               |         |    |               |         |    |               |         |
| 28 | Pop!_OS       | 96 099e |    |               |         |    |               |         |    |               |         |